# Битва на Моравском поле
Би́тва на Мора́вском по́ле (чеш. bitva na Moravském poli, нем. Schlacht bei Dürnkrut und Jedenspeigen, Schlacht auf dem Marchfeld), или Битва у Сухих Крут, би́тва у Дюрнкрута, битва на Мархфельде — сражение, произошедшее 26 августа 1278 года между войсками короля Чехии Пржемысла Отакара II и армией Священной Римской империи императора Рудольфа I.
Сражение имело решающее значение для истории Центральной Европы. Битва произошла на Моравском поле в Нижней Австрии, к северо-востоку от Вены. Поскольку поле битвы представляло собой ровную безлесную местность, с обеих сторон в битве принимали участие около 55 тысяч человек (в числе которых 20 тысяч венгров и половцев). Битва на Моравском поле стала одной из крупнейших битв Средневековья, во время которой широко использовался линейный порядок тяжёлой кавалерии и конных стрелков. Венгерская армия состояла из тяжёлой кавалерии и половецких конных лучников.

## Предыстория

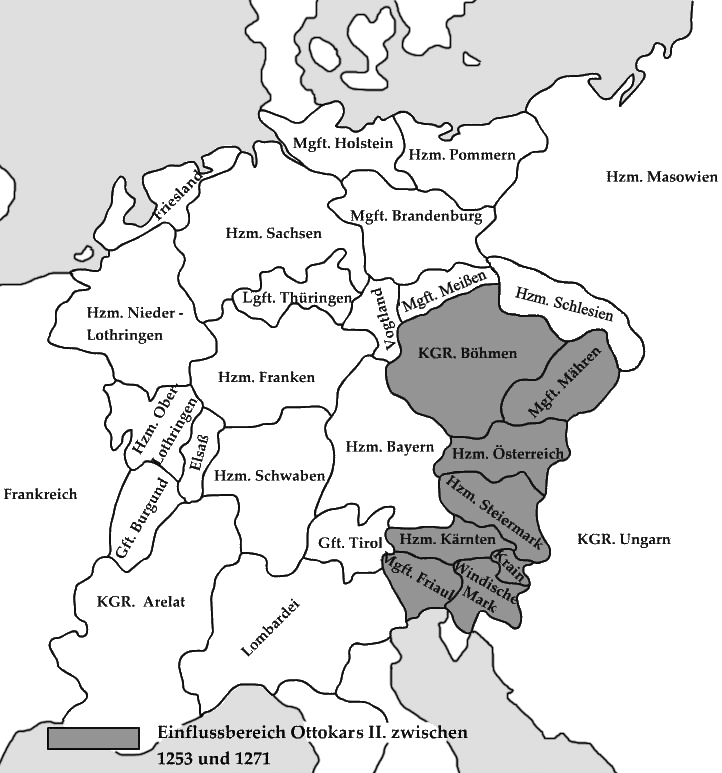
Владения Пршемысла Отакара II (серым цветом) в 1272 году.

Низложение императора Фридриха II папой Иннокентием IV в 1245 году вызвало серьёзный кризис в Священной Римской империи, несколько последующих десятилетий несколько человек было выбраны Римским королём (Rex Romanorum), но ни один из них не был реальным правителем империи. В условиях такого междуцарствия Пршемысл Отакар, сын короля Чехии Вацлава I, в 1250 году захватил находящиеся без правителя герцогства Австрию и Штирию и через год провозгласил себя герцогом.
В 1253 году после смерти своего отца Пршемысл Отакар стал королём Чехии. Такое усиление вызвало ответную реакцию короля Венгрии Белы IV, который попытался захватить Штирию и Австрию, однако был отбит в 1260 году в битве при Кресенбрунне. В 1268 году Пршемысл Отакар II подписал договор о наследовании герцогства Каринтия с последним каринтийским герцогом Ульрихом III из династии Спанхеймов, включая Крайну и Истрию. С высоты такой мощи Пршемысл Отакар заявил претензии на имперскую корону, однако другие князья, подозрительно относясь к столь быстрому росту, в сентябре 1273 года избрали императором Рудольфа I Габсбурга.
Потерпев поражение в первый период войны против императора Рудольфа, Отакар вновь начал готовиться к возвращению потерянных земель. Наняв войска в Мейссене, Тюрингии. Силезии, Польше и даже у монголов, чешский король собрал вскоре такую армию, что новым приобретениям императора грозила серьёзная опасность. Сознавая это, Рудольф снова стал готовиться к войне, опираясь главным образом на своих приверженцев во Франконии, Швабии и на Рейне, а также на своего главного союзника, базельского епископа Генриха Кнодерера. Кроме того, венгерский король Владислав IV обещал прислать ему вспомогательный отряд. В январе 1278 года Оттокар заключил военный союз с маркграфами Бранденбурга.

## Перед сражением
20 июля 1278 года Отакар со своей армией вошел в Австрию и в течение нескольких недель осадил города Лаа и Дрозендорф. Причины выжидательной позиции Отакара в первые недели войны неизвестны. Быстрое продвижение к Вене, где Рудольф все еще собирал свою армию и ждал венгров, могло привести к решению в пользу Отакара.
После того, как Рудольф и венгры встретились в Марчегге, они легкими атаками вынудили Отакара отказаться от осады Лаа. Отакар двинулся на юго-восток и разбил лагерь недалеко от деревни Едерспайген.

## Битва

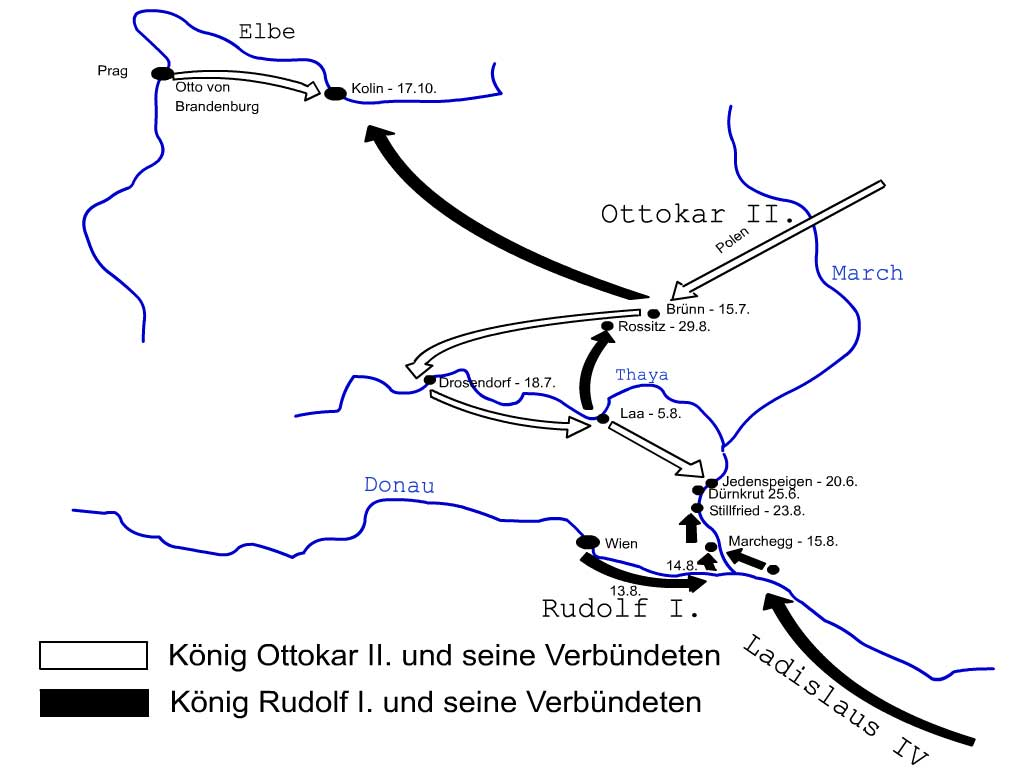
Движение противников к полю битвы

26 августа объединённые имперские и венгерские силы встретили войска Отакара вблизи Дюрнкрута. Союзники прибыли раньше и успели изучить место предстоящей битвы.
С раннего утра левое крыло наступавших чехов втянулось в схватки со стремительно наскакивавшими половцами, которых тяжеловооружённые рыцари не могли отогнать. Тем не менее, когда главные силы армий вступили в бой, численное превосходство кавалерии Отакара стало обеспечивать перевес. Под Рудольфом был заколот его конь, и он едва спасся благодаря оруженосцам.
После трёх часов боя под жарким солнцем чешские рыцари стали выдыхаться от физической усталости. В полдень Рудольф ввёл в бой свежий кавалерийский резерв, скрытый за ближним лесом и холмами. Атака велась на уставший правый фланг Отакара. Такие засады в то время считались делом бесчестным, и командующий кавалерией Ульрих фон Капеллен заранее извинился за это перед своими воинами. Атака оказалась удачной: порядки чехов оказались нарушены, и часть из них побежала.
Отакар верно оценил ситуацию и повёл собственный резерв в контратаку, заходя в спину отряду фон Капеллена. Этот манёвр был неправильно понят остальными чешскими войсками, принявшими его за отступление. За отступающими погнались венгерские и половецкие конные лучники, тем самым увеличивая количество жертв среди чехов. Лагерь Отакара был захвачен, а сам он был найден убитым на поле боя.

## Последствия
Рудольф обеспечил свои права на Австрию и Штирию, впоследствии ставшими основными владениями дома Габсбургов. В Чехии Рудольф заключил соглашение со знатью и королевой-вдовой Кунигундой, что чешский трон наследует сын Отакара Вацлав II. В то же время он примирился с бранденбургскими маркграфами, уступив им опеку над несовершеннолетним наследником.

100 шиллингов 1978 г. — австрийская памятная монета с портретом короля Рудольфа I, отчеканенная по поводу 700-летия битвы на Моравском поле

.